# Otis Rush
Otis Rush (Filadelfia, Misisipi; 29 de abril de 1935-Chicago, Illinois; 29 de septiembre de 2018) fue un músico de blues, cantante y guitarrista. Su estilo de guitarra distintivo presenta un sonido lento, ardiente y con glissando. Con calidades similares a Magic Sam y Buddy Guy, su sonido era conocido como West Side Chicago blues e influenció a muchos músicos, incluyendo a Mike Bloomfield, Peter Green y Eric Clapton.
Era zurdo y tocaba un instrumento diestro, utilizando a veces el dedo pequeño de su mano izquierda para tocar, lo cual contribuyó a su sonido distintivo.

## Carrera
Después de trasladarse a Chicago, Illinois en 1948, Rush se hizo un nombre tocando en clubs de los ámbitos del South Side y el West Side. De 1956 a 1958, grabó para el Cobra Records y publicó ocho singles, algunos presentando a Ike Turner en la guitarra. Su primer sencillo «I Can't Quit You Baby» de 1956 alcanzó el No. 6 en la lista Billboard R&B. Durante su periodo con Cobra, grabó algunas de sus canciones más conocidas, como «Double Trouble» y «All Your Love (I Miss Loving)»
Después de dejar a Cobra Records en 1959, firma un contrato de registro con Chess en 1960. Graba ocho pistas para la etiqueta, cuatro para dos singles de aquel año. Seis pistas que incluyen los dos singles, salieron en el álbum Door To Door en 1969, una recopilación que también presentaba registros de Albert King.
También fue al estudio para Duke Records en 1962, pero solo publicó en este sello el sencillo Homework/I Have to Laugh. En 1965, grabó para Vanguard los temas que pueden ser oídos en el álbum de recopilación de la etiqueta Chicago/The Blues/Today! Vol.2.
En la década de 1960, empezó a tocar en otras ciudades de los EE. UU. y también en Europa, más notablemente en las giras del American Folk Blues Festival.
En 1969, el álbum Mourning in the Morning fue publicado en Cotillion Records. Grabado en los Estudios FAMA en Muscle Shoals, Alabama, el álbum estuvo producido por Mike Bloomfield y Nick Gravenites (entonces de Electric Flag). El sonido con rock y soul incorporados marca una dirección nueva para Rush.
En 1971, grabó el álbum Right Place, Wrong Time en San Francisco para Capitol Records, pero Capitol decidió no publicarlo. El álbum fue finalmente publicado en 1976 cuando Rush adquirió la grabación original de Capitol y la hizo publicar por P-Vine Records en Japón. Bullfrog Records lo publicaron en los EE. UU. poco después. El álbum obtuvo reputación como uno de los mejores trabajos de Rush.
En la década de 1970, también publicó algunos álbumes en Delmark Records y en Sonet Records en Europa, pero hacia fin de la década deja de actuar y grabar.

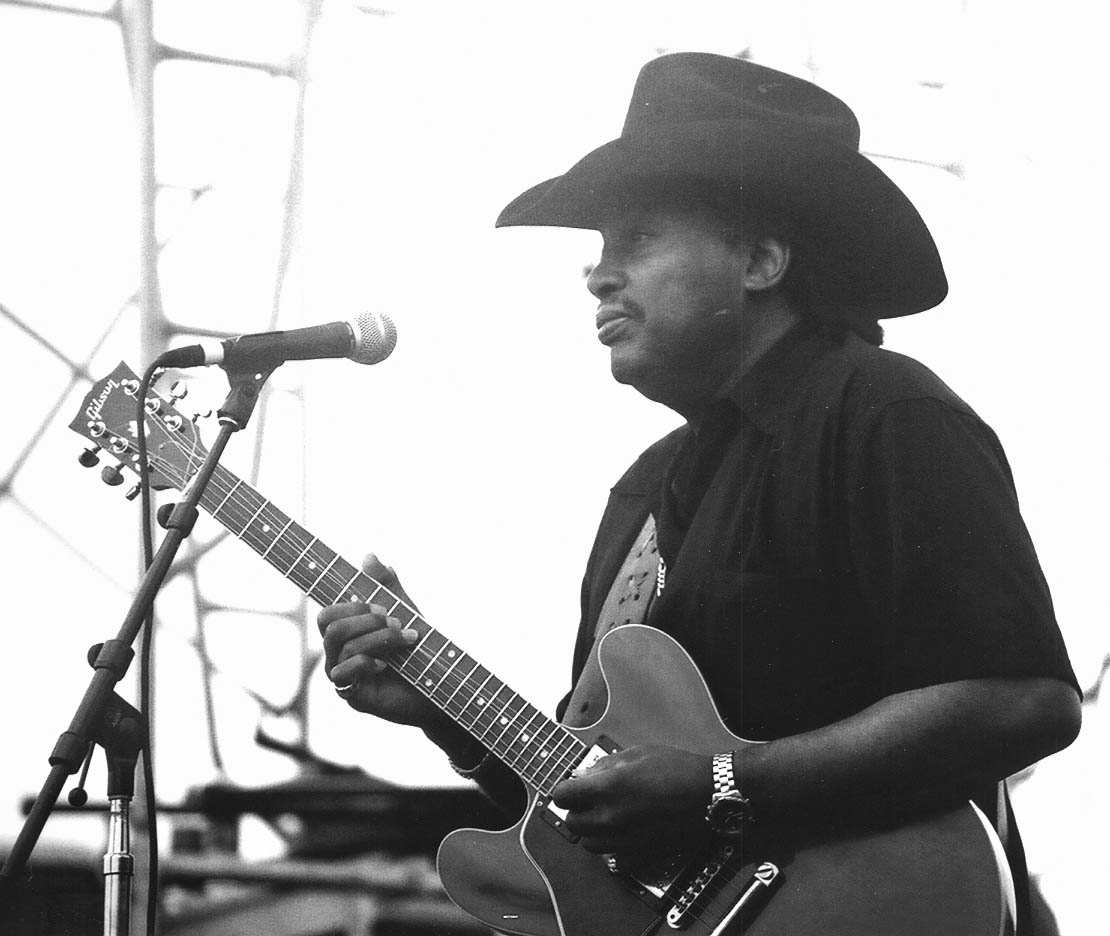
Otis Rush actuando en 2002

Rush vuelve a actuar en 1985 haciendo una gira por EE. UU. y publicando el álbum en vivo, Tops, grabado en el San Francisco Blues Festival.
En 1994, publicó  Ain't Enough Comin' In, su primer álbum de estudio en 16 años, seguido en 1998 de Any Place I'm Goin', y Rush ganó con él su primer Grammy para el Mejor Álbum de Blues Tradicional, en 1999.
Aunque no grabó ningún álbum de estudio desde entonces continuó actuando y haciendo giras. En 2002 participó en el álbum de tributo a Bo Diddley, Hey Bo Diddley – A Tribute!, actuando en la canción «I'm a Man», producida por Carla Olson.
Sufrió un infarto en 2004 que le mantuvo sin actuar hasta su fallecimiento en 2018. En 2006, publica Live... and in Concert from San Francisco en Blues Express Records, un registro vivo de 1999. Las imágenes de vídeo del mismo espectáculo se publicaron en el DVD Live Part 1 en 2003.
Rush tuvo dos hijas y dos hijos de un matrimonio anterior y dos hijas de su segundo matrimonio, Lena y Sophia.

## Discografía

### Álbumes originales
- 1969 Mourning in the Morning (Cotillion)
- 1975 Cold Day in Hell (Delmark)
- 1976 So Many Roads (Delmark)
- 1976 Right Place, Wrong Time (Bullfrog)
- 1977 Screamin' and Cryin' (Black & Blue)
- 1978 Troubles Troubles (Sonet)
- 1988 Tops (Blind Pig)
- 1989 Blues Interaction – Live in Japan 1986 (P-Vine)
- 1991 Lost in the Blues (Alligator Records ALCD4797)
- 1993 Live in Europe (Evidence Music ECD 26034-2)
- 1994 Ain't Enough Comin' In (This Way Up)
- 1998 Any Place I'm Going (House of Blues)
- 2006 Live...and in Concert from San Francisco (Blues Express)
- 2009 Chicago Blues Festival 2001 (P-Vine)

### Álbumes de recopilación
- 1969 Door to Door (Chess) (coupled with Albert King)
- 1989 I Can't Quit You Baby – The Cobra Sessions 1956–1958 (P-Vine)
- 2000 Good 'Uns – The Classic Cobra Recordings 1956–1958 (Westside)
- 2000 The Essential Otis Rush – The Classic Cobra Recordings 1956–1958 (Fuel Records 2000)
- 2002 Blue on Blues – Buddy Guy & Otis Rush (Fuel 2000)
- 2005 All Your Love I Miss Loving – Live at the Wise Fools Pub, Chicago (Delmark)
- 2006 Live at Montreux 1986 (Eagle Rock Entertainment) (Joint performance with Eric Clapton and Luther Allison)
- 2006 Blues Giants. The Essential Songbook – Various artists, compiled by The Professor

### Singles
- 1956 "I Can't Quit You Baby" / "Sit Down Baby" (Cobra 5000)
- 1956 "My Love Will Never Die" / "Violent Love" (Cobra 5005)
- 1957 "Groaning the Blues" / "If You Were Mine" (Cobra 5010)
- 1957 "Jump Sister Bessie" / "Love That Woman" (Cobra 5015)
- 1957 "She's a Good 'Un" / "Three Times a Fool" (Cobra 5023)
- 1958 "Checking on My Baby" / "It Takes Time" (Cobra 5027)
- 1958 "Double Trouble" / "Keep On Loving Me Baby" (Cobra 5030)
- 1958 "All Your Love (I Miss Loving)" / "My Baby's a Good 'Un" (Cobra 5032)
- 1960 "So Many Roads So Many Trains" / "I'm Satisfied" (Chess 1751)
- 1960 "You Know My Love" / "I Can't Stop Baby" (Chess 1775)
- 1962 "Homework" / "I Have to Laugh" (Duke 356)
- 1969 "Gambler's Blues" / "You're Killing My Love" (Cotillion 44032)

### DVD
- 2003 Live Part One (Blues Express)
- 2006 Live at Montreux 1986 (Eagle Rock Entertainment)